# Kapotaż

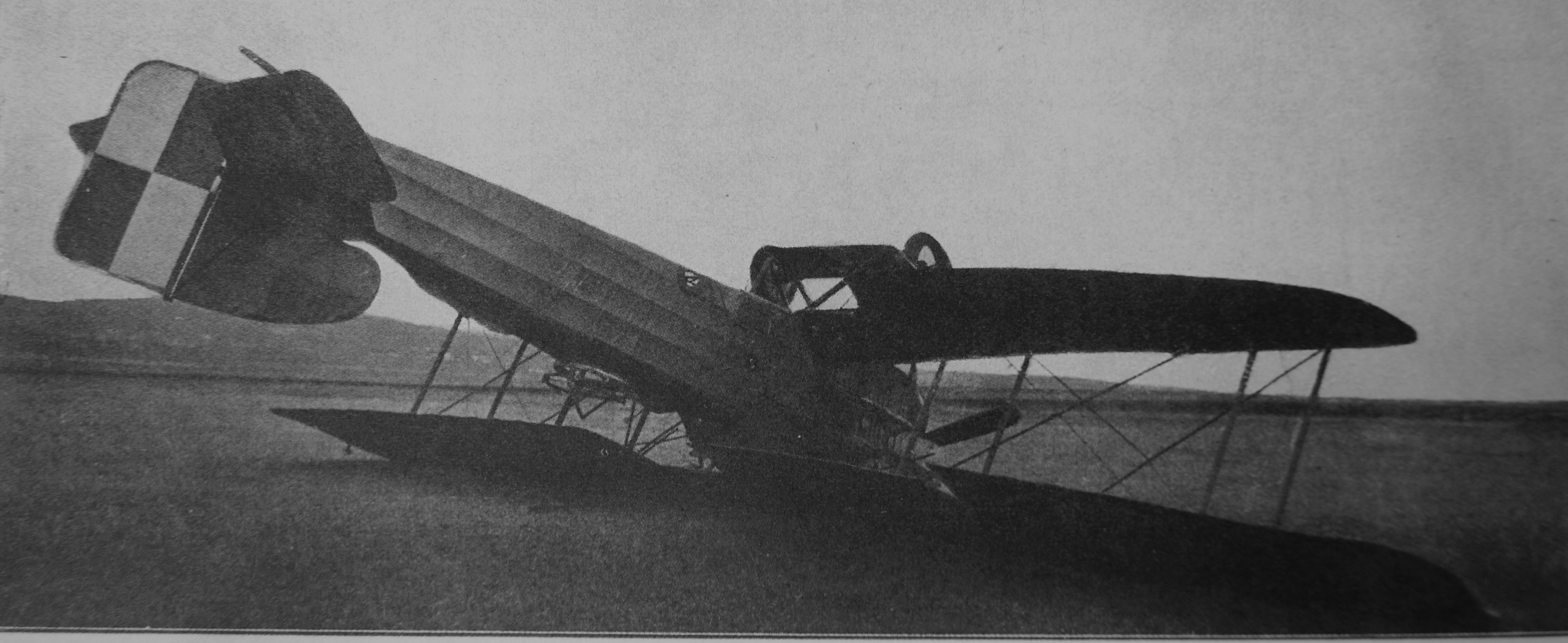
Klasyczny kapotaż

Kapotaż (z fr. capotage) – wypadek lotniczy, polegający na przewróceniu się samolotu przez nos na plecy (kołami podwozia do góry). Dochodzi do niego, gdy koła podwozia w układzie klasycznym zostaną nagle zahamowane podczas lądowania lub startu (wyjątkowo przy kołowaniu) np. o przeszkodę w postaci rowu lub podobnej przeszkody ziemnej. Kadłub samolotu poruszając się siłą bezwładności dokonuje obrotu wokół osi poprzecznej maszyny. Przed laty najczęściej występował podczas awaryjnego lądowania w terenie przygodnym. Obecnie, przy dominujących podwoziach z kołem przednim, jest rzadkim wypadkiem.
Terminem tym określa się również wypadek samochodowy, polegający na wywróceniu się samochodu do góry kołami. W samochodach chroni się pasażerów przed skutkami kapotażu, instalując za siedzeniami (najczęściej w kabrioletach) pałąki antykapotażowe wykonane zwykle z wygiętej stalowej rury. Są one montowane na stałe lub wysuwane elektromechanicznie w momencie zagrożenia.